# Intier RAO JeES
PAO „Intier RAO JeES” (ros. ПАО «Интер РАО ЕЭС») – rosyjskie państwowe przedsiębiorstwo energetyczne zajmujące się międzynarodowym handlem energią elektryczną. Założone w 1997 roku, siedzibą kompanii jest Moskwa.

## Struktura własności
W 60% jest własnością RAO JeES, w 40% Roseniergoatomu. Według banku inwestycyjnego Credit Suisse First Boston aktywa Intier RAO JeES wynoszą 1 miliard dolarów. 

## Działalność
Głównym celem jest zawieranie transakcji na rynkach zagranicznych, na sprzedaż energii produkowanej w Rosji. Intier RAO JeES zarządza aktywami zagranicznymi RAO JeES, ulokowanymi w systemach energetycznych Kazachstanu, Gruzji, Armenii, Mołdawii i Tadżykistanu.